# 楽園のカンヴァス
『楽園のカンヴァス』（らくえんのカンヴァス、仏: La toile du paradis）は、日本の小説家原田マハによる小説である。

## 概要
『小説新潮』2010年9月号から2011年6月号までに「夢をみた J'ai rêvé」というタイトルで連載された。単行本は、2012年1月20日に新潮社より刊行された。

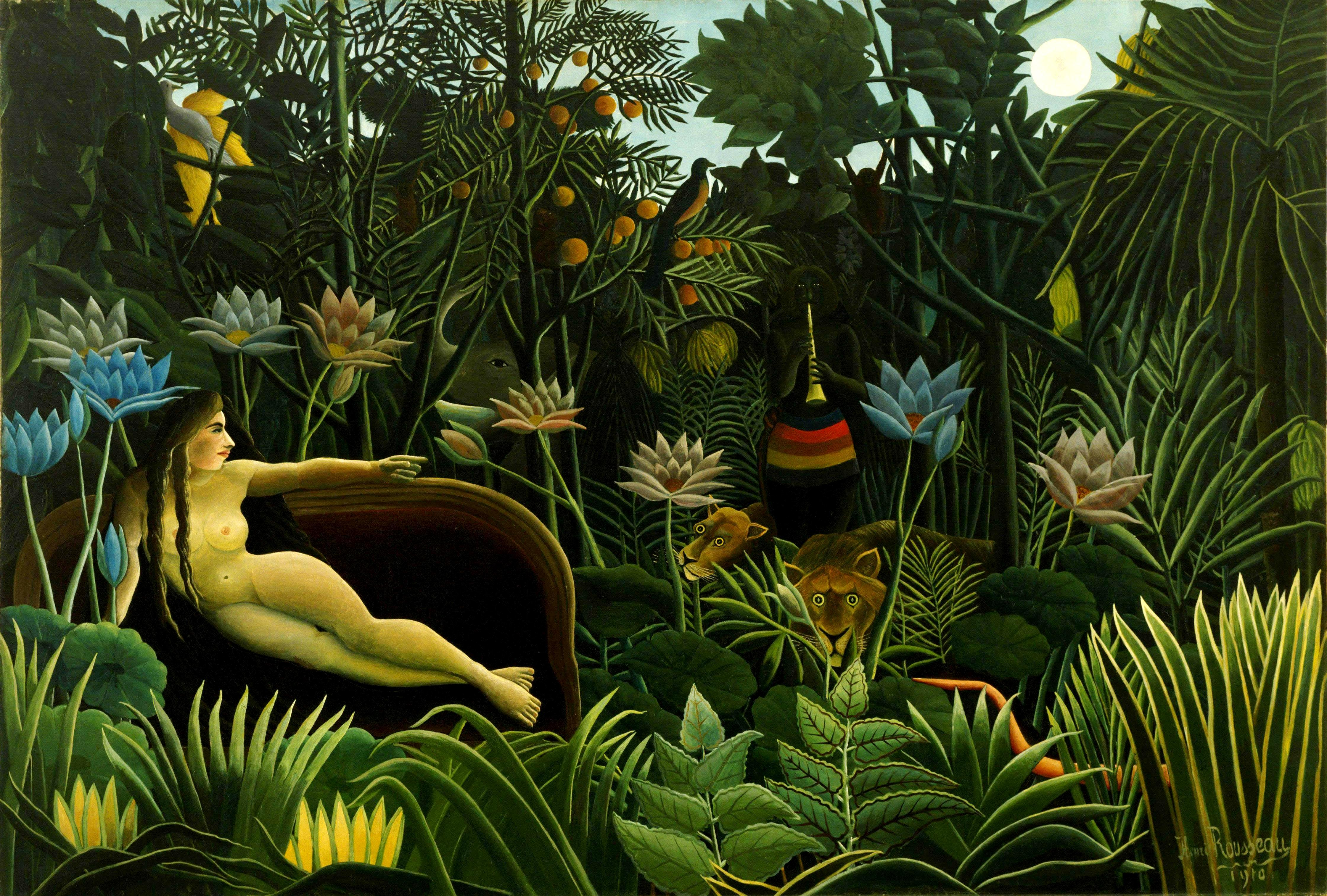
アンリ・ルソー『夢』

単行本の装画には、アンリ・ルソーの『夢』（1910年）が採用されている。2012年、第25回山本周五郎賞を受賞する。文庫版は、2015年5月1日に新潮文庫より刊行された。2018年、フランス語版 « La toile du paradis » がフィリップ・ピキエより刊行された。

## あらすじ
ソルボンヌ大学院で博士号を26歳で取得している早川織絵は、国際美術史学会で注目を浴びている、アンリ・ルソー研究者である。ティム・W・ブラウンは、ニューヨーク近代美術館 (MoMA) のアシスタント・キュレーターである。コレクターのコンラート・バイラ―は、スイスのバーゼルにある、自らが住む大邸宅に織絵とティムを招き、彼が所蔵する、ルソーが最晩年に描いた作品『夢』に酷似した作品『夢をみた』について、1週間以内に真作か贋作かを正しく判断した者に、その作品の取り扱い権利を譲ると宣言する。

## 主な登場人物
早川織絵
大原美術館の監視員。日本人女性。
ティム・W・ブラウン
ニューヨーク近代美術館 (MoMA) のチーフキュレーター。

## 書評
小説家の逢坂剛は、「著者は、本来ミステリー作家ではないはずだが、本作品の構成はまさに手だれのそれであり、終始飽きさせることがない」と評価している。書評家の大森望は、「ゲラで読んで仰天した。原田マハがこんな堂々たるエンターテインメントを書こうとは……」「本書の趣向は前代未聞。いやはや、こんな絵画ミステリーは初めてだ」と評価している。KADOKAWAによるウェブサイト「ダ・ヴィンチニュース」には、「ミステリーとしての謎の設定や構成のすばらしさもさることながら、キャラクターの絵画に対する情熱の深さに圧倒された」との書評が掲載されている。